# Felismina Cavela
Felismina Cavela (* 24. August 1992 in Kasonge) ist eine angolanische Leichtathletin, die auf den Mittelstreckenlauf spezialisiert ist.

## Sportliche Laufbahn
Erste internationale Erfahrungen sammelte Felismina Cavela im Jahr 2011, als sie bei den Juniorenafrikameisterschaften in Gaborone mit 2:18,97 min und 4:58,45 min jeweils in der Vorrunde über 800 und 1500 Meter ausschied. Im Jahr darauf schied sie bei den Ibero-Amerikanischen Meisterschaften in Barquisimeto mit 2:15,13 min im Vorlauf über 800 Meter aus und gelangte im 1500-Meter-Lauf mit 4:39,88 min auf Rang 14. Anschließend nahm sie dank einer Wildcard über 800 Meter an den Olympischen Sommerspielen in London teil und schied dort mit 2:10,95 min in der ersten Runde aus. 2014 belegte sie dann bei den Ibero-Amerikanischen Meisterschaften in São Paulo in 2:12,34 min den siebten Platz im 800-Meter-Lauf und gelangte über 1500 Meter mit 4:41,29 min auf Rang zwölf. Anschließend wurde sie bei den Afrikameisterschaften in Marrakesch in 4:41,10 min Elfte über 1500 Meter. 2016 belegte sie bei den Ibero-Amerikanischen Meisterschaften in Rio de Janeiro in 2:10,63 min den sechsten Platz über 800 Meter und erreichte über 1500 Meter mit 4:39,88 min auf Rang elf. Nach einer sechsjährigen Wettkampfpause startet sie seit 2023 im Straßenlauf in Brasilien.

## Persönliche Bestleistungen
- 800 Meter: 2:08,47 min, 16. März 2013 in São Paulo
- 1500 Meter: 4:30,90 min, 11. Mai 2013 in São Paulo